# Thaksin Shinawatra
El Dr. Thaksin Shinawatra (en tailandès: ทักษิณ ชินวัตร, pronunciat [tʰáksǐn tɕʰinnawát], nascut el 26 de juliol de 1949) és un empresari tailandès que va ser Primer Ministre de Tailàndia des de 2001 fins al 2006, quan va ser derrocat en un cop militar i condemnat en absència per un conflicte d'interessos. Va néixer a la província de Chiang Mai, Tailàndia, i va començar la seva carrera a la policia. Més tard es va convertir en un reeixit empresari de telecomunicacions i una de les persones més riques de Tailàndia.

## Biografia
Thaksin va entrar en política a finals de 1994 a través de Chamlong Srimuang, que acabava de recuperar el càrrec de líder del Palang Dharma (PDP) de Boonchu Rojanastien. En una purga posterior dels ministres del gabinet del PDP afiliats a Boonchu, Thaksin va ser nomenat ministre d'Afers Exteriors el desembre de 1994, en substitució de Prasong Soonsiri.
El 1996, el Palang Dharma havia caigut en un col·lapse gairebé total a causa de conflictes entre faccions dins del partit i a les eleccions generals de Tailàndia de 1996 només va aconseguir un escó parlamentari, dels 23 escons guanyats a les eleccions generals de Tailàndia de 1995 i Thaksin va deixar Palang Dharma per fundar el partit populista Thai Rak Thai (TRT).

### Primer ministre
El 1998, després d'una aclaparadora victòria del partit Thai Rak Thai (TRT) a les eleccions generals de Tailàndia de 2001, que va castigar Chuan Leekpai pel seu fracàs en treure l'economia de l'estancament, Shinawatra va esdevenir Primer Ministre. Thaksin va introduir una sèrie de polítiques per alleujar la pobresa rural. També va posar en marxa el primer programa de salut universal, anomenat programa de 30 baht, i va tirar endavant dràstiques campanyes per la supressió de drogues. El seu govern va haver de fer front als efectes del tsunami de l'oceà Índic del 2004.
La seva reelecció a les eleccions generals de Tailàndia de 2005 va tenir la major participació de votants en la història tailandesa. La seva principal base de suport està al nord i el nord-est de Tailàndia.
El govern de Shinawatra va estar acusat de tenir un alt grau de corrupció, amiguisme i vulneració greu dels drets humans, però per als pobres i alguns intel·lectuals, les polítiques de Thaksin han induït necessaris i importants reforma econòmica i política a Tailàndia, per a qui la doble via de la política econòmica va posar Tailàndia a la direcció adequada millorant la seva competitivitat internacional i també n'ha recollit els beneficis de la globalització, alhora que empodera les persones des de la base i enfortiment de l'economia nacional.

### Enderrocament per un cop d'estat
Després de protestes massives el 2006, el 19 de setembre de 2006 una junta militar va enderrocar Thaksin en un cop d'Estat encapçalat pel general Sonthi Boonyaratglin sense vessament de sang mentre es trobava a l'estranger. El 2 d'octubre de 2006 Thaksin i el seu antic adjunt Somkid Jatusipitak van abandonar el Thai Rak Thai (TRT) i Chaturon Chaisang va assumir el càrrec de cap del partit. El Tribunal Constitucional va dissoldre el partit Thai Rak Thai, per frau electoral durant cinc anys i va congelar 76 mil milions de bahts d'accions (2.2 mil milions de dòlars US) a Tailàndia, al·legant que s'havia enriquit en el càrrec.

### Després del cop d'estat
El passaport diplomàtic de Thaksin va ser revocat el 31 de desembre de 2006 després que la junta l'acusés de participar en activitats polítiques mentre estava a l'exili. Les ambaixades tailandeses van rebre l'ordre de no ajudar-lo en els seus viatges.
El 21 de juny de 2007 Thaksin va comprar el Manchester City per 81,6 milions de lliures esterlines. Va esdevenir breument popular entre els aficionats sobretot després de nomenar a Sven-Göran Eriksson entrenador del club i incorporar jugadors destacats.
Shinawatra va tornar a Tailàndia el 28 de febrer de 2008, després que el Partit del Poder del Poble, vinculat políticament al destituït Shinawatra guanyés les eleccions generals de Tailàndia de 2007. No obstant això, després de visitar Pequín per als Jocs Olímpics d'Estiu de 2008, no va tornar a escoltar el veredicte i va sol·licitar asil al Regne Unit i va vendre el club a inversors d'Abu Dhabi United Group el setembre de 2008 per un va reportar 200 milions de lliures esterlines. A l'octubre, el Tribunal Suprem el va declarar culpable d'un conflicte d'interessos i el va sentenciar en absència a 2 anys a la presó. Des d'aleshores està a l'exili, fora de Tailàndia. A finals de 2008, el Regne Unit va congelar els $ 4.2 bilions de les seves accions en el Regne Unit.
L'abril de 2009, Thaksin donà suport a les protestes del Front Unit per la Democràcia contra la Dictadura (UDD), contraris al govern d'Abhisit Vejjajiva, exigint que a Thaksin se li permeti tornar lliure de totes les acusacions anteriors de corrupció. El Govern va destacar el seu paper en la incitació a les protestes l'11 d'abril de 2009 que van causar la cancel·lació de la reunió de l'ASEAN a Pattaya i els disturbis posteriors. Thaksin va negar liderar la UDD, afirmant que només els va donar "suport moral".

## Vida familiar
Thaksin es va casar amb Potjaman Damapong el 1980. Tenen un fill, Panthongtae, i dues filles, Pintongtha i Peathongtarn. Es van divorciar el 2008.